# プロンスク
プロンスク（ロシア語: Пронск）は、ロシア・リャザン州プロンスク地区(ru)の町。リャザンから南に69km、最も近い鉄道駅のコルシチョヴォ駅までは25kmの位置にある。プロンスク地区の行政の中心地であり、オカ川支流のプロニャ川(ru)に面する。

## 歴史
『ニコン年代記』の1131年の項に、プロンスク公国の首都として記述されているのが年代記上の最初の言及である。1460年代-1470年代はリャザン公国に属し、1520年にはモスクワ公国の一部となった。1708年からモスクワ県（グベールニヤ）、1778年から新設されたリャザン県(ru)（ナメストニチェストヴォ）に、1796年以降もリャザン県（グベールニヤ）に属していた。1926年に市から降格し、1958年に都市型集落に承認された。

## 経済
主要な施設として、電気機械工場、乳製品工場、ソフホーズがあったが、ソビエト連邦崩壊の後、これらの施設の社会的価値は薄れており、現時点ではこれらの施設の役割は小さい。
電気機械工場はソビエト期にはプロンスク地区で最大級の規模を誇り、プロンスクや付近の住民のほとんどが従業員となっていた。工場は排水施設やボイラー設備の保持・整備を請け負っており、小型ポンプの「グノームィ（妖精ノームの意）」は主力製品だった。しかし1990年代半ばにほぼ事業を終了し、現在は細々とした生産を続けている。乳製品工場もかつてはリャザン州各地へ製品が売られていたが、現在は乳牛の数が減り、生産も減少している。農場では様々な品種の豚の繁殖も行われていたが、現在は完全に廃業している。

## ゆかりの著名人
- クラブリー・プチーツァ(ru)（1911年-1983年）：合唱指揮者。1966年にソ連人民芸術家受賞。

## 外部サイト
- Пронск — оплот древней Руси
- История герба Пронска